# أوتو بيتر
أوتو بيتر هو مغني ومغني أوبرا سويسري، ولد في 1931.